# Anton Nikolowsky
Anton Nikolowsky, írói álneve: Friedrich Anthony (Bécs, 1855. április 7. – Bécs, 1916. november 13.) osztrák író

## Élete
Apja kereskedő volt, ő maga is a bécsi Kereskedelmi Akadémiát (Handelsakademie) végezte el, majd köztisztviselő lett. 1893-ban a bécsi Raimund Theater, 1898 és 1905 közt a Volksoper igazgatóságán dolgozott előbb mint asszisztens, később mint igazgatósági titkár. Önállóan, illetve másokkal együttműködve több, mint hatvan népszínmű, bohózat és operett librettóját készítette el. Ezek egy része sosem került kinyomtatásra, de az előadások a korabeli dokumentumok szerint igen magas előadásszámot értek meg. A darabok francia mintákat követtek, üzletszerű rutinnal lettek megírva, általánosságban véve jellemzik a korabeli bécsi szórakoztató színházak repertoárját. Nikolowsky sikerei csúcsán a 19. század-20. század fordulóján volt.  A Kaiser-Jubiläums-Spital-ban hunyt el, a bécsi Hietzinger temetőben nyugszik. 